# 우시니
우시니(Usini)는 이탈리아 사르데냐 사사리도에 있는 도시이자 코무네이다.